# أدب ملايوي كلاسيكي

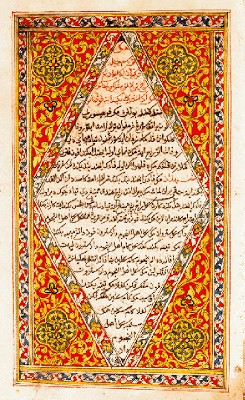
مقدمة النسخة الجاوية من السجلات التاريخية لملايو

الأدب الملايوي الكلاسيكي، ويعرف بالأدب الملايوي التقليدي أيضاً، ويتبع لأدب اللغة الملايوية وهي لغة سكان الدول الملايوية، والتي تضم مناطق تعتبر اليوم جزءاً من كل من سينغافورة، ماليزيا، بروناي وإندونيسيا. كما ويضم أعمالاً من الفلبين وسريلانكا. يُظهر هذا الأدب تأثراً واضحاً بالأدب الهندي مثلاً بحكايات (رامايانا ومهابهاراتا) وبالأدب العربي والإسلامي فمثلاً يظهر تأثره (بسيرة الرسول محمد -صلى الله عليه وسلم- وصحابته). حيث يشمل أعمالاً متنوعة من ضمنها الحكاية، والشعر بشكليه الرئيسيين: الشعير والڤنتون، والتاريخ، وأعمالاً قانونية. 

## أعمال أدبية مختارة
- شعير سيتي زبيدة بير جينا. [5]

- شعير عبدالملك.

- حكاية أمير حمزة.
- حكاية بيان بوديمان.
- حكاية بنجار.
- حكاية عبدالله.

## مؤلفون مختارون
- عبدالله بن عبد القادر.
- حمزة فانسوري.
- نورالدين الرانيري.
- رجا علي حاجي.
- تون سري لانانج.[6] [7]

## إقرأ أيضاً
- الأدب الأندونيسي، لأعمال تعتبر من ضمن الأدب الأندونيسي الحديث.

- الأدب الماليزي، لأعمال تعتبر من ضمن الأدب الماليزي  الحديث.

- مجموعة من الحكايا.